# 1735
1735 (MDCCXXXV) a fost un an obișnuit al calendarului gregorian, care a început într-o zi de vineri.

## Evenimente
- 13 aprilie: Împăratul Sakuramachi accede la tronul Japoniei.
- 3 octombrie: Acordul preliminar de la Viena pune capăt Războiului pentru succesiunea poloneză. Beligeranții ajung la înțelegerea potrivit căreia principele elector al Saxoniei este recunoscut ca rege sub numele de August al III-lea al Poloniei.

### Nedatate
- Prima farmacie din Timișoara.

## Arte, știință, literatură și filozofie
- 16 aprilie: premiera la Covent Garden Theatre, Londra, a piesei de operă "Alcina" de G.F. Handel

## Nașteri
- 16 ianuarie: Karl Christian, Prinț de Nassau-Weilburg (d. 1788)
- 20 martie: Torbern Olof Bergman, chimist și mineralog suedez (d. 1784)
- 15 august: Frederic Albert, Prinț de Anhalt-Bernburg (d. 1796)
- 5 septembrie: Johann Christian Bach, compozitor britanic de origine germană (d. 1782)
- 28 septembrie: Augustus FitzRoy, Duce de Grafton, prim-ministru al Regatului Unit (d. 1811)
- 9 octombrie: Carol al II-lea, Duce de Braunschweig-Wolfenbüttel (d. 1806)
- 30 octombrie: John Adams, al 2-lea președinte al Statelor Unite (d. 1826)

## Decese
- 18 ianuarie: Maria Clementina Sobieska, 32 ani, prințesă poloneză (n. 1702)
- 1 martie: Ludwig Rudolf, Duce de Brunswick-Lüneburg, 63 ani, bunicul împărătesei Maria Tereza a Austriei (n. 1671)
- 17 mai: Georg Friedrich Karl, Margraf de Brandenburg-Bayreuth, 46 ani (n. 1688)
- 2 septembrie: Ferdinand Albert al II-lea, Duce de Brunswick-Lüneburg, 55 ani (n. 1680)
- 8 octombrie: Împăratul Yongzheng al Chinei (dinastia Qing), 56 ani (n. 1678)